# Hjemmet
Hjemmet er et dansk ugeblad, der udgives af Egmont-koncernen. Bladet hed oprindeligt Damernes Blad, men skiftede navn til Hjemmet i 1904, tre år efter det blev købt af Egmont.
Fra 1902 var Kongelig sanger Valborg Andersen redaktør for Damernes Blad, ved Egmont H. Petersen opkøb af bladet 1904 fik hun  ændret bladets navn, layout og indhold til et familieblad med en bred folkelig appel.
Valborg Andersen var redaktør frem til 1927 og i hendes tid steg oplaget til 500.000 eksemplar, og Hjemmet blev et af de største illustrerede magasiner i Norden.
Hjemmet er et familieugeblad, hvis indhold er bl.a. madopskrifter, tips og ideer til boligen, helse og velvære, noveller og krydsogtværs.
Ugebladet udkommer i 123.772 eksemplarer.